# Edgar C. Doleman
Edgar Collins Doleman Sr. (* 8. September 1909 in Washington, D.C.; † 31. Oktober 1997 in Honolulu, Hawaii) war ein Generalleutnant der United States Army. Er kommandierte unter anderem das I. Korps.
In den Jahren 1929 bis 1933 durchlief Edgar Doleman die United States Military Academy in West Point. Nach seiner Graduation wurde er als Leutnant der Infanterie zugeteilt. In der Armee durchlief er anschließend alle Offiziersränge vom Leutnant bis zum Drei-Sterne-General.
In seinen jüngeren Jahren absolvierte er den für Offiziere in den niederen Rangstufen üblichen Dienst in verschiedenen Einheiten und Standorten. Während des Zweiten Weltkriegs war er auf dem europäischen und nordafrikanischen Kriegsschauplatz eingesetzt. Er war zwischenzeitlich Bataillonskommandeur im 30. Infanterieregiment, das der 3. Infanteriedivision unterstand. Im Lauf des Kriegs nahm er an der Landung der Alliierten in Nordafrika und am anschließenden Vormarsch in dieser Region teil. Später nahm er auch an der Landung auf Sizilien und am Italienfeldzug teil.
Im weiteren Verlauf seiner Laufbahn kommandierte er Einheiten auf fast allen militärischen Ebenen. Zwischenzeitlich wurde er auch als Stabsoffizier eingesetzt. In den Jahren 1959 und 1960 war er Stabsoffizier bei der United States Army Pacific in Hawaii einer gleichnamigen Vorgängerorganisation der heutigen United States Army Pacific. Seine Zeit als Kommandeur größerer Einheiten begann im Oktober 1960, als er das Kommando über die in Deutschland stationierte 8. Infanteriedivision erhielt. Nachdem er dieses Kommando im Oktober 1961 an Andrew J. Goodpaster übergeben hatte, wurde er Stabsoffizier bei der United States Army Europe (USAREUR).
Danach war er in den Jahren 1963 bis 1965 Stabsoffizier in der Stabsabteilung G2 (Nachrichtendienste) beim Heeresministerium. Zwischen dem 14. Februar und dem 15. Juli 1965 hatte Edgar Doleman den Oberbefehl über das in Südkorea stationierte I. Korps. Anschließend wurde er erneut nach Hawaii versetzt, wo er stellvertretender Kommandeur der United States Army Pacific wurde. Dieses Posten bekleidete er bis zu seiner Pensionierung am 30. September 1968.
Nach seinem Ausscheiden aus dem Militärdienst verblieb Edgar Doleman in Hawaii. Für einige Zeit war er Vorstandsvorsitzender der American Heart Association und der Hawaiʻi Pacific University. Im Jahr 1996 wurde Doleman in die Gallery of Heroes of the U.S. Army Museum of Hawaii aufgenommen. Er starb am 31. Oktober 1997 in Honolulu und wurde auf dem dortigen National Memorial Cemetery of the Pacific beigesetzt.

## Orden und Auszeichnungen
Edgar Doleman erhielt im Lauf seiner militärischen Laufbahn unter anderem folgende Auszeichnungen:
- Distinguished Service Cross
- Army Distinguished Service Medal
- Silver Star
- Legion of Merit
- Bronze Star Medal
- Purple Heart
- Orden der Ehrenlegion (Frankreich)
- Korean Order of Ulchi (Südkorea)

## Quelle
Ein Teil der obigen Angaben beruht auf einem inzwischen nicht mehr erreichbaren Link der United States Army Pacific mit biografischen Angaben zu Doleman. Weitere Quellen sind den Weblinks zu entnehmen.